# 79 Pegasi
79 Pegasi är en Am-stjärna i stjärnbilden Pegasus.
79 Pegasi har visuell magnitud +5,96. Den befinner sig på ett avstånd av ungefär 290 ljusår.